# Polyolefine
Polyolefine sind Polymere, die aus Alkenen wie Ethylen, Propylen, 1-Buten oder Isobuten durch Kettenpolymerisation hergestellt werden. Bei den Polyolefinen handelt es sich um gesättigte Kohlenwasserstoffe, welche die mengenmäßig größte Gruppe der Kunststoffe stellen. Es sind teilkristalline Thermoplaste, die sich leicht verarbeiten lassen. Sie zeichnen sich durch gute chemische Beständigkeit und elektrische Isoliereigenschaften aus.
Polyolefine stellen mit 11,2 Millionen Tonnen etwa 47 % des europäischen Gesamtjahresverbrauchs an Kunststoff von 24,1 Millionen Tonnen dar.

## Rohstoffe
Die Rohstoffe Ethen, Propen sowie die C4-Olefine stammen überwiegend aus petrochemischen Steamcracker-Prozessen. Nachwachsende Rohstoffe wie Ethanol aus Zuckerrohr stellen regional eine weitere Quelle für Ethen durch Dehydratisierung dar. 
α-Olefine wie 1-Hexen stammen unter anderem aus dem SHOP-Prozess durch Oligomerisierung von Ethen.

## Herstellung
| Rang | Unternehmen         | Land           | Jahresproduktion in Mio. Tonnen, gerundet |
| ---- | ------------------- | -------------- | ----------------------------------------- |
| 1    | ExxonMobil          | USA            | 9,2                                       |
| 2    | Dow Chemical        | USA            | 8,3                                       |
| 3    | LyondellBasell      | Niederlande    | 7,8                                       |
| 4    | Ineos               | Großbritannien | 5,5                                       |
| 5    | Sinopec             | China          | 5,2                                       |
| 6    | Sabic               | Saudi-Arabien  | 5,1                                       |
| 7    | Borealis            | Österreich     | 4,2                                       |
| 8    | TotalEnergies       | Frankreich     | 4,1                                       |
| 9    | Chevron Phillips    | USA            | 3,2                                       |
| 10   | Petrochina          | China          | 2,5                                       |
| 11   | Equistar            | USA            | 2,2                                       |
| 12   | Reliance Industries | Indien         | 2                                         |
| 13   | Formosa Group       | Taiwan         | 1,8                                       |
| 14   | Sumitomo Chemical   | Japan          | 1,7                                       |
| 15   | Polimeri Europa     | Italien        | 1,6                                       |

Die Ausgangsmonomere – Propen und Ethen – sind bei Zimmertemperatur gasförmig, bilden bei ihrer Verkettung (Polymerisation) lange Molekülketten, die so genannten Polymere.
Die Polymerisation erfordert hohe Temperaturen, oftmals hohen Druck sowie den Einsatz eines Katalysatorsystems. Als Katalysatoren dienen gewöhnlich Mischungen aus Titan- und Aluminiumverbindungen. Ohne diese Substanzen wäre die Polyolefinproduktion nicht machbar, das heißt, der Erfolg der Polyolefine beruht zu einem großen Teil auf der Entwicklung immer leistungsfähigerer und komplizierterer Katalysatorsysteme.
Polyolefine sind robuste, flexible Kunststoffe mit zahlreichen Einsatzmöglichkeiten.

## Endprodukte
Die wichtigsten Vertreter dieser Kunststoffgruppe sind das Polyethylen (PE), das Polypropylen (PP) und das Polymethylpenten (PMP). Weiterhin sind Polyisobutylen (PIB) und Polybutylen (PB, Polybuten-1) industriell hergestellte und eingesetzte Polyolefine.
Aus Low-Density Polyethylen (LDPE / PE-LD) werden Folien, Blasfolien, Schrumpffolien, Schrumpfschläuche, Beschichtungen und Verpackungen hergestellt. Aus Linear-Low-Density Polyethylen (LLDPE / PE-LLD) werden hauptsächlich Verpackungen und Kunststoffbehälter hergestellt. High-Density Polyethylen (HDPE / PE-HD) ist ein Rohstoff für die Herstellung von Behältern, Spielzeug sowie Benzintanks, Rohre und Haushaltswaren. Polypropylen (PP), vor allem isotaktisches Polypropylen, wird als Verpackung im medizinischen sowie Lebensmittelbereich, für Fasern, Rohre sowie Boden- und Wandbeläge verwendet.